# Marko Hribernik
Marko Hribernik, slovenski dirigent in pianist, * 7. februar 1975.
Hribernik izhaja iz glasbene družine. Svojo glasbeno pot je začel kot pianist, na ljubljanski Akademiji za glasbo je leta 1998 z odliko diplomiral v razredu prof. Acija Bertonclja. V času študija je za svoje pianistične dosežke prejel študentsko Prešernovo nagrado. Leto dni je  vzporedno študiral tudi dirigiranje pri Antonu Nanutu. Leta 1999 je pričel s študijem dirigiranja na Univerzi za glasbo na Dunaju v razredu Uroša Lajovica in leta 2004 z odliko diplomiral z Orkestrom Avstrijskega Radia v zlati dvorani Musikvereina. Zborovsko dirigiranje je študiral v razredu Güntherja Theuringa. Že od študijskega obdobja na Dunaju dalje redno sodeluje z Orkestrom Slovenske filharmonije, v sezoni 2001/2002 je prevzel mesto rezidenčnega dirigenta. V tem obdobju je začel sodelovati z vsemi slovenskimi profesionalnimi simfoničnimi orkestri, s Simfoničnim orkestrom RTV Slovenija ter ustanovama SNG Opera in balet Ljubljana, SNG Opera in balet Maribor. 
S Komornim orkestrom KOS Društva slovenskih skladateljev ter drugimi ansambli za novo glasbo je krstno izvedel mnogo slovenskih in tujih novitet. 
V okviru koncertnih in arhivskih snemanj sodeluje z RTV Slovenija. Hribernik je ustanovitelj orkestra in zbora Academia Sancti Petri (2004), s katerima gostuje na koncertnih prireditvah v Sloveniji in tujini. V zadnjem desetletju je pripravil in dirigiral mnogo opernih predstav, mdr. Zaljubljen v tri oranže Sergeja Prokofjeva, Manon Lescaut G. Puccinija, Črne maske Marija Kogoja, krstno pa je izvedel dve slovenski operi, Ljubezen kapital Janija Goloba ter Brata Alojza Ajdiča.
Leta 2006 je začel sodelovati z Akademijo za glasbo v Ljubljani in leta 2011 postal docent na oddelku za dirigiranje. Kot dirigent oz. pianist je gost različnih glasbenih ustanov in festivalov (Hrvaška, Srbija, Avstrija, Anglija, Češka, Grčija, Italija, Kazahstan, idr.)
Leta 2020 je bil imenovan za umetniškega vodjo opere v SNG Opera in balet Ljubljana.
Njegov oče Tomaž Hribernik (1946-2005) je bil priznani slovenski homeopat.